# Hektor (mythologie)

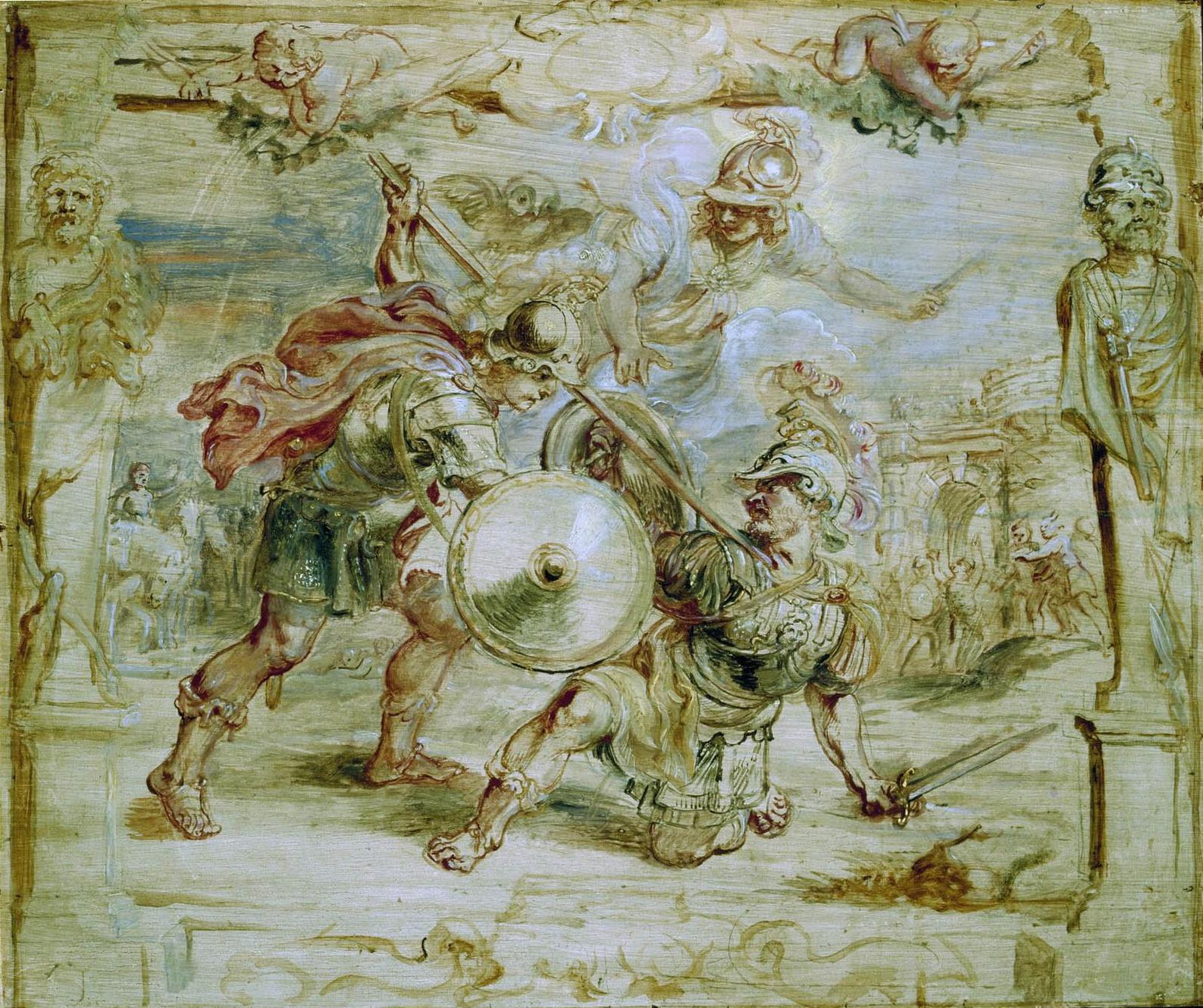
Achilles verwondt Hector
door Rubens

Hektor (Oudgrieks: Ἕκτωρ) of Hector (Latijn) is een figuur uit de Griekse mythologie, vooral bekend uit de Ilias van Homeros.

## Ilias
In de Ilias krijgt Hektor vaak het epitheton de 'helmboswuivende' mee. Hij is een zoon van de Trojaanse koning Priamus en Hekabe, en daarmee een broer van Paris, Helenos, Troïlos en van Kreousa, Kassandra en Polyxena. Hij was met Andromache getrouwd en had met haar een zoon, Astyanax. Hektor werd als de voornaamste beschermer van Troje beschouwd gedurende de Trojaanse Oorlog. Aangezien hij een verbod had om Achilles te ontmoeten, dat was hem door een ziener voorspeld, lukte het Hektor om gedurende de eerste 10 jaar van de oorlog van het slagveld te blijven als Achilles in de buurt was. Wanneer Achilles zich weer eens mokkend buiten de strijd hield, teisterde Hektor de Grieken. Hij doodde veel bekende Griekse strijders waaronder Asaios.
Maar toen hij Patroclus doodde, de beste vriend van Achilles, raakte Achilles gemotiveerd om weer deel te nemen aan de strijd. Hektor werd voor een duel uitgedaagd en door Achilles verslagen. Al stervende smeekte Hektor Achilles om zijn lichaam naar Priamus te brengen, zijn vader, maar Achilles weigerde dat en bond het lichaam achter zijn strijdwagen en sleepte het drie maal rond de stad, voordat hij het achterliet om door de honden en gieren te worden opgegeten. Dat was voor de vernedering, maar de goden beschermden het lichaam van Hektor. Drie keer iedere dag sleepte Achilles Hektor drie keer rond het graf van Patroklos, dus negen keer op een dag. Achilles had bij de dood van Patroklos gezworen, dat hij Hektors lijk nooit aan de Trojanen zou overhandigen. Zeus kwam tussenbeide en liet hem door Achilles' eigen moeder, de nimf Thetis overtuigen. Priamus, kapot van verdriet, werd door Iris, bode van de Goden, overtuigd om naar Achilles te gaan en het lijk van zijn zoon vrij te kopen. Door medelijden bewogen aanvaardde Achilles de immense losprijs. Hij liet het lijk wassen en in doeken wikkelen en gaf het aan Priamus mee. Daarna was er nog gedurende het rouwproces van 12 dagen een wapenstilstand.

## Doorwerking
In de laatmiddeleeuwse riddercultur was Hektor een van de Negen Besten (in het Frans de neuf preux) die de grootste historische voorbeelden van ridderlijkheid en dapperheid weerspiegelden.
Hektor is het onderwerp van verschillende latere toneelstukken en romans, in het Nederlands bijvoorbeeld van de roman Hector van Guus Houtzager.
- Catàleg d'autoritats de noms i títols de Catalunya: 981058620242906706
- Gemeinsame Normdatei: 119291002
- Library of Congress Control Number: no2023007228
- Système universitaire de documentation: 027883914
- Virtual International Authority File: 40185106